# De spelbreker (boek)
De spelbreker (oorspronkelijke Engelse titel: Gerald's Game) is een thrillerboek van Stephen King uit 1992. Het is een van Kings boeken waarin het bovennatuurlijke amper tot geen rol speelt.

## Verhaal
Advocaat Gerald Burlingame en zijn vrouw Jessie gaan samen een weekend weg naar hun huisje op een afgelegen plek in Maine. Jessie laat zich met handboeien vastmaken aan het bed voor een seksueel spelletje, maar wil daar halverwege mee stoppen. Wanneer ze dit aan Gerald vertelt, doet deze of het bij het spel hoort en gaat door. Als ook schreeuwen en vloeken niet helpt, geeft Jessie haar man een schop, waarna hij van het bed valt. Gerald komt daarop niet meer overeind. Hij is overleden aan een hartaanval.
Jessie ligt op dat moment geboeid vast aan het bed en ziet geen mogelijkheid om los te komen of het bed kapot te maken. Er is in de wijde omtrek geen mens in de buurt die haar kan horen roepen en een telefoon is niet voorhanden. Naarmate de tijd verstrijkt, zetten honger en dorst in en lijkt een humanoïde verschijning zich af en toe in de buurt te begeven, waarvan Jessie niet weet of het een mens, hallucinatie of iets anders is. Hoe meer de wanhoop toeslaat, hoe meer ze hallucineert en er grote gebeurtenissen en beslissingen uit haar verleden door haar gedachten gaan. Een toegeslopen hond doet zich ondertussen tegoed aan het lichaam van haar overleden man.
Er is een link naar een ander verhaal van Stephen King, namelijk Dolores Claiborne. Via een zonsverduistering hadden Jessie en Dolores in het verleden mentaal contact met elkaar.